# Бромид нептуния(IV)
Бромид нептуния(IV) — неорганическое соединение,
соль нептуния и бромистоводородной кислоты
с формулой NpBr4,
красно-коричневые кристаллы.

## Получение
- Реакция брома и металлического нептуния:

{\displaystyle {\mathsf {Np+2Br_{2}\ {\xrightarrow {400-425^{o}C}}\ NpBr_{4}}}}
- Реакция бромида алюминия с оксидом нептуния(IV):

{\displaystyle {\mathsf {3NpO_{2}+4AlBr_{3}\ \xrightarrow {350^{o}C} \ 3NpBr_{4}+2Al_{2}O_{3}}}}

## Физические свойства
Бромид нептуния(IV) образует красно-коричневые гигроскопичные кристаллы 
моноклинной сингонии,
пространственная группа P 2/c,
параметры ячейки a = 0,1089 нм, b = 0,874 нм, c = 0,705 нм, β = 95,19°, Z = 4.
Легко очищается сублимацией в вакууме.

## Химические свойства
- Разлагается при сильном нагревании с образованием трибромида нептуния:

{\displaystyle {\mathsf {2NpBr_{3}\ {\xrightarrow {600^{o}C}}\ 2NpBr_{3}+Br_{2}}}}
- При осторожном окислении оксидом сурьмы(III) образует оксодибромид нептуния:

{\displaystyle {\mathsf {NpBr_{3}+Sb_{2}O_{3}\ {\xrightarrow {150^{o}C}}\ NpOBr_{2}+2SbOBr}}}